# Маргари, Август Раймонд
Август Раймонд Маргари (англ. August Raymond Margary, 26 мая 1846 — 21 января 1875, Белгаум) — британский дипломат и путешественник.

## Биография
Был консулом в Китае, первым из европейцев проник из Шанхая сухим путём в Бирму. 15 января 1875 года у Бхамо на Иравади встретился с отрядом Броуна, пошёл впереди его, но близ Манвейна, в Юньнани, был предательски умерщвлён. Его дневник издан под заглавием «Notes of a journey from Hankow to Ta-li-fu» (Шанхай, 1875).
Китайцы согласились уплатить компенсацию родственникам за смерть Маргари, а также подтвердили право всех иностранных представителей на официальную защиту, ещё десять городов были открыты для торговли с иностранцами. Дело Маргари позволило навязать китайцам ещё один неравный договор, известный как Чифуская конвенция.
В память о Маргари в Бирме был установлен памятник.